# Иметхенов, Анатолий Борисович
Иметхенов Анатолий Борисович (13 октября 1941, Зама, Иркутская область — 25 ноября 2016, Улан-Удэ) — российский ученый, географ, геолог. Заслуженный эколог Российской Федерации. Доктор географических наук (1993), профессор.

## Биография
Родился 13 октября 1941 года в деревне Зама Ольхонского района Иркутской области. Окончил географический факультет Иркутский государственный университет в 1969 году, после чего работал в научных институтах СО РАН.
В 1982 году защитил кандидатскую диссертацию по теме «Поздний кайнозой побережья озера Байкал», в Институте земной коры СО РАН в Иркутске, в 1993 году защитил докторскую диссертацию по теме «Эволюция природной среды в позднем кайнозое на примере бассейна озера Байкал» в Институте географии СО РАН в Иркутске. Работал в вузах Улан-Удэ. Являлся одним из организаторов Бурятского филиала НГУ. С 2003 года заведовал кафедрой физической географии БГУ, а затем — кафедрой экологии и безопасности жизнедеятельности ВСГУТУ.
Имел множество государственных наград, среди которых Золотая медаль имени Пржевальского, «Заслуженный эколог РФ», медаль ордена «За заслуги перед отечеством II степени», «Заслуженный деятель науки Республики Бурятия», «Лауреат государственной премии Республики Бурятия», Почетная грамота Народного Хурала Республики Бурятия и другие. Последние годы жизни посвятил защите Байкала от обмеления и человеческого фактора.
Анатолий Борисович работал в трех диссертационных советах по защите докторских диссертаций (по специальностям: геоэкология, биологические ресурсы, почвоведение), входил в число академиков Российской экологической академии, Петровской академии наук и искусств, Горной академии наук, академии Водохозяйственных наук и др.
Как ученый зарекомендовал себя большим специалистом в области охраны окружающей среды и рационального природопользования, геоморфологии и эволюционной географии, а также инженерной и четвертичной геологии. В сферу его научных интересов входили исследования мониторинга природной среды Байкальского региона, инженерно-геологических проблем бассейна озера Байкал, системы особо охраняемых природных территорий и объектов Восточной Сибири и Северной Монголии и т. д. Под руководством Иметхенова велись научно-исследовательские работы «Экологическая безопасность Байкальского региона» (1998—2002 годы), «Устойчивое развитие Байкальского региона» (2002—2007 годы), «Динамика изменения берегов оз. Байкал» (1971—2005 годы), «Концептуальные основы рекреационной деятельности на Байкале в условиях устойчивого развития» (2005—2011 годы), «Природная среда и миграция степных народов» (2000—2012 годы) и др. В 1995—1996 годах по заданию правительства Республики Бурятия под руководством Иметхенова были выполнены исследования экологических требований к режиму работы Ангарского каскада ГЭС и по оценке экономического ущерба от негативного воздействия Иркутской ГЭС. Также Анатолием Иметхеновым была впервые составлена научная концепция по системе особо охраняемых природных территорий (1992 год).
Автор множества книг о Байкале, составитель энциклопедии «Известные люди Бурятии». Входил в Русское географическое общество.
Опубликовал свыше 350 научных работ, в том числе 32 монографии. Под его руководством подготовлено более 30 кандидатов и докторов наук.

## Основные труды
1. Иметхенов А. Б. Памятники природы Байкала (Серия «Человек и окружающая среда»). — Новосибирск: Наука, Сиб. отд-ние, 1991. — 159 с.
2. Иметхенов А. Б., Тулохонов А. К. Особо охраняемые природные территории Бурятии. — Улан-Удэ: БНЦ СО РАН, 1992. — 152 с.
3. Иметхенов А. Б. Особенности морфоструктуры верховье реки Баргузин // Биоразнообразие экосистем Прибайкалья. Труды заповедника «Джергинский» Вып.1. — Улан — Удэ: Изд-во. БГУ, 1995. — С. 22-26.
4. Иметхенов А. Б., Иметхенов О. А., Хандуева В. Д. Многолетние наблюдения за катастрофическими явлениями в Байкальском регионе // Матер. всероссийской научно-практической конференции «Многолетние наблюдения в ООПТ. История. Современное состояние. Перспективы» (14-17 сентября 2005, Красноярск). — Красноярск: Изд-во «Кларетианум», 2005. — С. 78-84.
5. Иметхенов А. Б. Нимаева М. Н., Иметхенов О.А Включение в список государственного свода особо охраняемых природных объектов верховий р. Баргузин (заповедник «Джергинский») // Состояние и проблемы охраны природных комплексов северо-восточного Прибайкалья. Труды государственного заповедника «Джергинский». Вып.2. — Улан-Удэ: Изд-во БГУ, 1997, — С. 13-20.
6. Иметхенов А. Б., Шаралдаева В. Д. Верховье р. Баргузин — особо ценный охраняемый природный объект Северного Прибайкалье (заповедник «Джергинский») // Природа охраняемых территорий Байкальского региона: современное состояние и мониторинг. Труды заповедника «Джергинский». Вып. 4. — Улан-Удэ: Изд-во БГУ, 2005. — С. 4-13.
7. Иметхенов А. Б. Экология, природные ресурсы и природопользование: учебник для вузов. — Улан-Удэ : Изд-во ВСГУТУ, 2015. — 356 с.
8. Иметхенов А. Б. Природные ресурсы и природопользование в Бурятии: учеб. пособие. — Улан-Удэ : Изд-во ВСГУТУ, 2016. — 141 с.